# 拉米库尔
拉米库尔（法語：Ramicourt，法語發音：[ʁamikuʁ]）是法国上法蘭西大區埃纳省的一个市镇，属于圣康坦区。

## 地理
拉米库尔（49°57'32"N, 3°19'47"E）面积3.82 平方千米，位于法国上法蘭西大區埃纳省，该省份为法国北部内陆省份，北起北部省，西接索姆省和瓦兹省，东临阿登省和马恩省，西南至塞纳-马恩省，东北部与比利时接壤。
与拉米库尔接壤的市镇（或旧市镇、城区）包括：博雷瓦尔、容库尔、勒韦尔日、蒙布勒安、塞克阿尔。

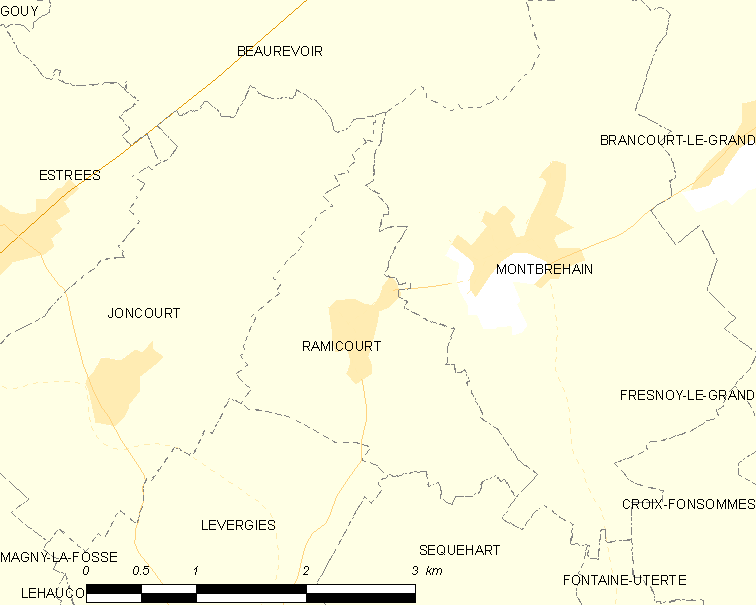
拉米库尔的OSM定位图

拉米库尔的时区为UTC+01:00、UTC+02:00（夏令时）。

## 行政
拉米库尔的邮政编码为02110，INSEE市镇编码为02635。

## 政治
拉米库尔所属的省级选区为博安昂韦尔芒多瓦县。

## 人口

1962-2008年间拉米库尔人口变化图示

拉米库尔于2022年1月1日时的人口数量为147人。